# پالکینو (استان آرخانگلسک)
پالکینو (به لاتین: Palkino) یک منطقهٔ مسکونی در روسیه است که در استان آرخانگلسک واقع شده‌است.